# Pianoconcert nr. 3 (Tsjerepnin)
Aleksandr Tsjerepnin componeerde zijn Pianoconcert nr. 3 opus 48 gedurende de jaren 1931 en 1932. Het is geschreven in zijn eigen negentoons toonladdersysteem tijdens een wereldreis, die hem bracht van Boston tot Caïro. De muziek is dan ook in het geheel niet meer tot een werk van een componist wiens roots in Rusland liggen te herleiden. Van het werk bestaat ook een versie voor twee piano’s.

## Muziek
Het pianoconcert bestaat uit twee delen:
- Moderato
- Allegro.

De fagotten geven de aanzet tot dit concerto met een motief dat terug te herleiden is tot een melodie die hij had gehoord van Egyptisch schippers. Het themaatje staat vol met mollen, zou dissonant moeten klinken, maar doet dat niet. Na deze zes noten komt de pianist naar voren en brengt het concert op gang; eerst met een solo, daarna begeleid. In deel één zit een passage, die doet denken aan minimal music; voor een korte periode komen slechts een paar noten onder de vingers vandaan. De componist laat de pianist de klank als het ware rondcirkelen. Doordat tegelijkertijd de begeleiding pizzicato syncopen speelt, doet de muziek aan lichte jazz denken.
Het tweede deel is een fuga met vier thema’s, die door elkaar verwrongen worden. Tsjerepnin houdt het daarbij licht. Hij experimenteerde in een passage waarbij de solist en begeleiding eerst tegenover een tegen de maat in slaande grote trom komen te staan; even later gevolgd door een piano gespeelde passage waarbij de solist slechts een enkel percussie-instrument tegenover zich heeft (achtereenvolgend: tamboerijn, bekkens, kleine trom en castagnettes).
Bij het slot komt het beginthema weer even voorbij, maar het loopt uit op een feestelijke finale.

## Aard van het werk
De première werd verzorgd door de componist zelf met het Orchestre Symphonique de Paris onder leiding van Pierre Monteux op 5 februari 1933 te Parijs, Salle Pleyel. Het werd koeltjes ontvangen; later volgde nog eenzelfde reactie op een tweede uitvoering en de componist zou het werk niet meer spelen. De matige ontvangst is daarbij niet toe te schrijven op het bijzondere notenschema, want dat valt nauwelijks op. Wat wel opvalt is de lichtheid van klank van het concert; deze lichtheid zorgt er echter tevens voor dat er van muzikale uitdieping eigenlijk geen sprake is; het blijft een en al speelsheid. De lichtheid is wellicht tevens de barrière om het concert uit te voeren; de pianist moet bij het concert de armen strekken want de pianist moet in sommige passages zowel het laagste als het hoogste register van de piano tegelijkertijd bespelen.

## Orkestratie
- piano
- 2 dwarsfluiten, 2 hobo's; 2 klarinetten; 2 fagotten;
- 4 hoorns, 2 trompetten, 3 trombones, 1 tuba
- pauken en percussie
- strijkers

## Bron en discografie
- Uitgave BIS Records: Norika Ogawa (piano); Singapore Symphony Orchestra o.l.v. Lan Shui.
- Uitgave Olympia Compact Discs Ltd.; Murray McLachlan (solist); Chetham’s Symphony Orchestra o.l.v. Julian Clayton